# Station Nakano
Nakano (中野駅, Nakano-eki) is een spoorwegstation en metrostation in de speciale wijk Nakano in Tokio. In het station zijn overloopwissels tussen de metro en de spoorlijn en verschillende metro's rijden dan ook verder door naar het westen.

## Lijnen
JR:
- East Japan Railway Company (JR East): Chūō-lijn

Tokyo Metro:
- Tokyo Metro Tozai-lijn: (Stationnummer: T-01)

Plattegrond van het station, zuid is boven